# Camba (Rodeiro)
Camba (oficialmente San Xoán de Camba) es una parroquia española del municipio de Rodeiro, perteneciente a la provincia de Pontevedra, en la comunidad autónoma de Galicia.

## Historia
Hacia mediados del siglo XIX, la parroquia, ya por entonces perteneciente a Rodeiro, tenía contabilizada una población de doscientos habitantes. Aparece descrita en el quinto volumen del Diccionario geográfico-estadístico-histórico de España y sus posesiones de Ultramar de Pascual Madoz con las siguientes palabras:

CAMBA (San Juan de): felig. en la prov. de Pontevedra (12 leg.), part. jud. de Lalin (2), dióc. de Lugo (9 1/2), ayunt. de Rodeiro (1/4): sit. en la falda occidental del monte Faro, con libre ventilacion y clima sano. Tiene unas 40 casas repartidas en las ald. que la componen, á saber: Cerbenza, Fontelas, Hermida, Lamas, Lamazares, Vilamea y Vilanova. La igl. parr. bajo la advocacion de San Juan, tiene por anejas las de Sta. Eulalia de Camba y Sta. Maria de Rio; el curato es de segundo ascenso y de patronato laical. Confina el térm. con el espresado monte de Faro y las felig. de Rio, Fafian, y Sta. Eulalia de Camba. El terreno es áspero y poco fertil en la parte cultivable, pues en los montes hay bastantes robles, abedules, brezo, tojos y abundancia de pastos. Los caminos son locales y malos. El correo se recibe por la balija de la Gesta. prod.: centeno, maiz, patatas y algunas legumbres; se cria ganado vacuno, mular, de lana y cabrio; y hay mucha caza mayor y menor. pobl.: 40 vec., 200 alm. contr.: con su ayuntamiento. (V.)
(Madoz, 1846, p. 331)

En 2023, tenía empadronados 105 habitantes.